# NGC 5150
NGC 5150 је спирална галаксија у сазвежђу Хидра која се налази на NGC листи објеката дубоког неба.
Деклинација објекта је - 29° 33' 45" а ректасцензија 13h 27m 36,4s. Привидна величина (магнитуда) објекта NGC 5150 износи 11,9 а фотографска магнитуда 12,7. NGC 5150 је још познат и под ознакама ESO 444-43, MCG -5-32-23, IRAS 13248-2918, PGC 47169.